# Oro Win
L'Oro Win és una llengua chapacurana moribunda parlada al llarg dels trams superiors del riu Pacaás Novos al Brasil.
Oro Win és un dels únics cinc idiomes coneguts per fer ús d'una oclusiva dental bilabialment post-vibrant sorda, [t͡ʙ̥]. Tenia 55 parlants el 1998 però el 2011 només hi havia sis parlants coneguts d'Oro Win al Brasil i tots tenien més de 50 anys.

## Fonologia
|                 | Frontal | Posterior |
| --------------- | ------- | --------- |
| Tancada         | i       |           |
| Gairebé tancada | ʏ       |           |
| Mig tancada     | e       | o         |
| Oberta          | a       |           |

|            | Bilabial | Dental | Alveolar | Palatal | Velar | Glotal |
| ---------- | -------- | ------ | -------- | ------- | ----- | ------ |
| Oclusiva   | p        | t̪ʙ̥     | t        |         | k     | ʔ      |
| Fricativa  | ɸ        |        | s        |         |       |        |
| Nasal      | m        |        | n        |         |       |        |
| Aproximant |          |        |          | j       | w     |        |
| Bategant   |          |        | ɾ        |         |       |        |